# Stylaster erubescens
Stylaster erubescens är en nässeldjursart. Stylaster erubescens ingår i släktet Stylaster och familjen Stylasteridae.

## Underarter
Arten delas in i följande underarter:
- S. e. brittanicus
- S. e. erubescens
- S. e. groenlandicus
- S. e. meteorensis